# Église Notre-Dame-de-l'Immaculée-Conception de Bouée
L'église Notre-Dame-de-l'Immaculée-Conception est un édifice religieux catholique situé à Bouée dans le département de la Loire-Atlantique en France.

## Généralités
L'église Notre-Dame-de-l'Immaculée-Conception est située au centre du bourg de Bouée. Il s'agit d'un édifice à nef unique terminée par un chevet plat et recouverte d'une voûte en berceau lambrissée. Une chapelle fait face à la sacristie, formant à elles deux une sorte de faux transept.
L'église comporte plusieurs objets protégés au titre des monuments historiques :
- calice et patène (argent, XVIIe siècle[2]) ;
- Christ en croix (bois, XVe siècle[3]) ;
- cloche provenant de l'ancienne chapelle de Rohars (bronze, 1667[4]) ;
- coquille de baptême (argent, XVIIe siècle[5]) ;
- statue de la Vierge à l'Enfant, décorant le retable (marbre, XIVe siècle[6]) ; elle pourrait provenir du même atelier que d'autres statues similaires conservées dans les cathédrales de Sées et Senlis, et dans les églises paroissiales d'Ully-Saint-Georges et Lévis-Saint-Nom[7].

## Historique
L'église est construite à partir d'une chapelle primitive datant très probablement du XIVe siècle (qui forme aujourd'hui la sacristie). Elle est agrandie à deux reprises et terminée en 1606[réf. nécessaire].